# 源顕雅母
源顕雅母（みなもとのあきまさのはは、生没年不詳）は、平安時代後期の歌人。右大臣源顕房の側室。藤原北家良門流・藤原兼輔の後裔で、信濃守藤原伊綱の娘。兄弟に藤原伊季・藤原有忠・仁季（延暦寺）・慶幸がいた。
『金葉和歌集』（二度本・歌番号589）に和歌が1首入集する勅撰歌人。篤子内親王（堀河天皇中宮）に仕えた女官だったらしい。顕房の妻となって源信雅・権大納言源顕雅・東大寺権少僧都覚樹の母となった（但し、信雅の母については異説がある）。嘉承2年（1107年）9月21日、篤子内親王が出家したのと同じ日に出家した（『中右記』より）。